# 迪迪埃·库雷热
迪迪埃·库雷热（法語：Didier Courrèges，1960年6月15日—），法国男子马术运动员。他曾代表法国参加2004年夏季奥林匹克运动会马术比赛，获得团体三日赛金牌和个人三日赛第二十五名。